# Bitwa pod Chocimiem (1509)
Bitwa pod Chocimiem, bitwa nad Dniestrem – bitwa stoczona  4 października 1509 między wojskami polskimi dowodzonymi przez hetmana Mikołaja Kamienieckiego a Mołdawianami dowodzonymi przez Kopacza. Zakończyła się zwycięstwem Polaków i była ostatnim starciem zbrojnym wojny polsko-mołdawskiej, rozpoczętej w 1502 roku, a zakończonej traktatem pokojowym w Kamieńcu Podolskim 22 stycznia 1510.

## Geneza
Wojna została rozpoczęta  przez Stefana Wielkiego we wrześniu 1502 roku, który wykorzystał niepokoje wewnętrzne w Koronie, najazd tatarski i oblężenie Smoleńska przez wojska moskiewskie, do zajęcia po raz kolejny polskiego Pokucia, w czym sprzyjała mu prawosławna ludność i część rusińskiej szlachty. W 1504 po śmierci hospodara na tron mołdawski wstąpił jego syn Bogdan III Ślepy. Zaproponował  poślubienie Elżbiety, siostry króla  Aleksandra Jagiellończyka i zwiedziony fałszywymi obietnicami polskiego posła, marszałka wielkiego koronnego Stanisława Chodeckiego, wycofał się z Pokucia we wrześniu 1505. W rok później dowiedziawszy się o śmierci polskiego króla i braku zgody na małżeństwo, Bogdan ponownie zajął Pokucie i najechał Podole. Tym razem Mikołaj Kamieniecki, na czele 3000 żołnierzy wkroczył na Pokucie, wypędził okupanta i najechał Mołdawię, a po rozbiciu kilkutysięcznego oddziału Mołdawian, wrócił do Polski. Kolejny najazd mołdawski odbył się w czerwcu 1509 i objął Ruś Czerwoną i Podole, a w drodze powrotnej znów zajął Pokucie. Polacy zebrawszy 20 000 żołnierzy (pospolite ruszenie, obrona potoczna, oddziały zaciężne) pod dowództwem hetmana Kamienieckiego odebrali Pokucie i wkroczyli do Mołdawii z zamiarem zajęcia jej stolicy Suczawy. Po trzytygodniowym bezskutecznym oblężeniu, rozpoczęli odwrót, omijając Bukowinę od wschodu. W jej trakcie, podczas przeprawy przez Dniestr w okolicach Chocimia, Mołdawianie dowodzeni przez Kopacza zdecydowali się na walną bitwę.

## Bitwa
Kiedy część pospolitego ruszenia sforsowała rzekę, do przeprawy zaczęły przygotowywać się chorągwie nadworne i zaciężne. W tym momencie zaatakowały wojska mołdawskie ze wsparciem oddziałów tureckich. Uderzenie przeprowadzone było od północnego zachodu, od strony twierdzy chocimskiej, w dół stromego zbocza. Pomimo tego zaatakowani Polacy nie ulegli panice i szybko ustawili się do bitwy. Podczas walki polska jazda zaciężna odłączyła się niepostrzeżenie, od strony zachodniej obeszła wzgórze, z którego atakowali Mołdawianie i uderzyła na nich od tyłu. Spowodowało to odwrót ich wojsk, przerodzony w ucieczkę. Podczas pogoni do niewoli wzięto wielu dostojników hospodara. Pięćdziesięciu spośród nich zostało ściętych.

## Po bitwie
22 stycznia 1510 roku podpisano w Kamieńcu traktat pokojowy, w którym Bogdan definitywnie zrzekł się pretensji do Pokucia i planów małżeńskich z Elżbietą Jagiellonką, oraz zwrócił kontrakt małżeński. Część tej wojny polsko-mołdawskiej, tocząca się w latach 1504–1510, nazywana jest „krwawymi swatami”.